# The Lonely Island
A The Lonely Island (szó szerinti jelentése: A magányos sziget) amerikai humortársulat/humoros jellegű együttes. A Lonely Island-et Akiva Schaffer, Andy Samberg és Jorma Taccone alapították 2001-ben, a kaliforniai Berkeley-ben. A comedy hip hop, szatíra, szürreális humor és fekete humor műfajokban alkotnak.

## Története
A Lonely Island gyökerei az 1990-es évek elejére nyúlnak vissza. Schaffer és Taccone hetedik osztályos korukban találkoztak spanyol órán, Samberg nem sokkal később csatlakozott hozzájuk.  Ők hárman egy olyan baráti körhöz tartoztak, akiket érdekelt a gördeszkázás. Mindhárman úgy tervezték, hogy művészként dolgozzanak az érettségi után, de végül külön egyetemekre jártak, közben telefonon tartották a kapcsolatot. Az egyetem végén összetalálkoztak Berkeley-ben, és elkezdtek beszélni a jövőjükről. Két döntés állt előttük: vagy Berkeley-ben maradnak és rövidfilmeket készítenek, vagy Los Angelesbe költöznek, hogy "igazi munkát" találjanak és utána készítsenek filmeket.
2000-ben Los Angelesbe költöztek, és rövidfilmeket tartalmazó weboldalt alapítottak. Ekkor kapták a The Lonely Island nevet, amelyet a "lepusztult" Los Angeles-i lakásukról kaptak. Szobatársuk zenész volt, ezért a trió gyakran humoros rap dalokat játszott. 2005-ben csatlakoztak a népszerű Saturday Night Live című műsorhoz, ahonnan nagy ismertségre tettek szert. Első nagylemezük 2009-ben jelent meg.

## Diszkográfia
- Incredibad (2009)
- Turtleneck & Chain (2011)
- The Wack Album (2013)
- Popstar: Never Stop Never Stopping (2016)
- The Unauthorized Bash Brothers Experience (2019)